# Tour der australischen Rugby-Union-Nationalmannschaft nach Europa 1998
| Tour der Wallabies nach England und Frankreich 1998 | Tour der Wallabies nach England und Frankreich 1998 | Tour der Wallabies nach England und Frankreich 1998 | Tour der Wallabies nach England und Frankreich 1998 | Tour der Wallabies nach England und Frankreich 1998 |
| Übersicht                                           | S                                                   | G                                                   | U                                                   | N                                                   |
| --------------------------------------------------- | --------------------------------------------------- | --------------------------------------------------- | --------------------------------------------------- | --------------------------------------------------- |
| Test Matches                                        | 2                                                   | 2                                                   | 0                                                   | 0                                                   |
| Sonstige Spiele                                     | 1                                                   | 1                                                   | 0                                                   | 0                                                   |
| Gesamt                                              | 3                                                   | 3                                                   | 0                                                   | 0                                                   |
|                                                     |                                                     |                                                     |                                                     |                                                     |
| England                                             | 1                                                   | 1                                                   | 0                                                   | 0                                                   |
| Frankreich                                          | 1                                                   | 1                                                   | 0                                                   | 0                                                   |

Die Tour der australischen Rugby-Union-Nationalmannschaft nach England und Frankreich 1998 umfasste eine Reihe von Freundschaftsspielen der Wallabies, der Nationalmannschaft Australiens in der Sportart Rugby Union. Das Team reiste im November 1998 durch Frankreich und England, wobei es drei Spiele bestritt. Darunter war je ein Test Match gegen die französische und die englische Nationalmannschaft. Die Australier konnten alle drei Spiele für sich entscheiden.

## Spielplan
- Hintergrundfarbe grün = Sieg

(Test Matches sind grau unterlegt; Ergebnisse aus der Sicht Australiens)
| # | Datum             | Gegner     | Ort               | Stadion            | Ergebnis |
| - | ----------------- | ---------- | ----------------- | ------------------ | -------- |
| 1 | 17. November 1998 | France A   | Villeneuve-d’Ascq | Stadium Nord       | 24:9     |
| 2 | 21. November 1998 | Frankreich | Saint-Denis       | Stade de France    | 32:21    |
| 3 | 28. November 1998 | England    | London            | Twickenham Stadium | 12:11    |

## Test Matches
| 21. November 1998 | Frankreich                                                                  | 21 : 32         | Australien                                                            | Stade de France, Saint-Denis Zuschauer: 75.000 Schiedsrichter: Andre Watson (Südafrika) |
| 21. November 1998 | Versuche: Carbonneau Lombard Erhöhungen: Lamaison Straftritte: Lamaison (3) | (21:20) Bericht | Versuche: Bowman Kefu Wilson Erhöhungen: Eales Straftritte: Eales (5) | Stade de France, Saint-Denis Zuschauer: 75.000 Schiedsrichter: Andre Watson (Südafrika) |

Aufstellungen:
- Frankreich: David Aucagne, Philippe Bernat-Salles, Olivier Brouzet, Philippe Carbonneau, Stéphane Glas, Arthur Gomes, Raphaël Ibañez , Christophe Lamaison, Marc Lièvremont, Thomas Lièvremont, Thomas Lombard, Olivier Magne, Sylvain Marconnet, Fabien Pelous, Franck Tournaire 
 Auswechselspieler: Richard Castel
- Australien: Andrew Blades, Thomas Bowman, Matt Cockbain, John Eales , George Gregan, Nathan Grey, Daniel Herbert, Phil Kearns, Toutai Kefu, Stephen Larkham, Chris Latham, Jason Little, Patricio Noriega, Joe Roff, David Wilson 
 Auswechselspieler: Owen Finegan, Michael Foley, Willie Ofahengaue

| 28. November 1998 | England                                 | 11 : 12       | Australien             | Twickenham Stadium, London Zuschauer: 70.000 Schiedsrichter: Paul Honiss (Neuseeland) |
| 28. November 1998 | Versuche: Guscott Straftritte: Catt (2) | (3:3) Bericht | Straftritte: Eales (4) | Twickenham Stadium, London Zuschauer: 70.000 Schiedsrichter: Paul Honiss (Neuseeland) |

Aufstellungen:
- England: Neil Back, Richard Cockerill, Lawrence Dallaglio, Matt Dawson, Darren Garforth, Phil de Glanville, Paul Grayson, Jeremy Guscott, Austin Healey, Richard Hill, Martin Johnson, Jason Leonard, Matt Perry, Tim Rodber, Tony Underwood 
 Auswechselspieler: Mike Catt
- Australien: Andrew Blades, Thomas Bowman, Matt Cockbain, John Eales , George Gregan, Nathan Grey, Daniel Herbert, Phil Kearns, Toutai Kefu, Stephen Larkham, Chris Latham, Jason Little, Patricio Noriega, Joe Roff, David Wilson 
 Auswechselspieler: Owen Finegan, Michael Foley